# You Are Here (film)
You Are Here er en amerikansk komedie fra 2013. Filmen er skrevet og instrueret af Matthew Weiner og har Owen Wilson og Zach Galifianakis i hovedrollenre.

## Handling
To barndomsvenner (Owen Wilson og Zach Galifianakis) drager ud på tur til deres hjemby efter at en af dem finder ud af at han har arvet en stor sum penge fra sin nyligt afdøde far.

## Rolleliste
- Owen Wilson som Steve Dallas
- Zach Galifianakis som Ben Baker
- Amy Poehler som Terry
- Laura Ramsey som Angela
- Jenna Fischer som Ally
- Lauren Lapkus som Delia Shepard
- Peter Bogdanovich som Judge Harlan Plath
- Edward Herrmann som Dr. Vincent
- Lauren Lapkus som Delia Shepard
- Paul Schulze som Dave Lonergan
- Greg Cromer som Kyle Roberts
- Michael Yurchak som Dale Pollack

## Andet
- Bradley Cooper og Jennifer Aniston skulle oprindeligt have medvirket i filmen..